# Labullinyphia
Labullinyphia van Helsdingen, 1985 è un genere di ragni appartenente alla famiglia Linyphiidae.

## Distribuzione
L'unica specie oggi nota di questo genere è stata rinvenuta nello Sri Lanka.

## Tassonomia
Dal 2009 non sono stati esaminati esemplari di questo genere.
A giugno 2012, si compone di una specie:
- Labullinyphia tersa (Simon, 1894)[3] — Sri Lanka